# تپه امامزاده شفیع‌آباد
تپه امامزاده شفیع‌آباد؛ نام تپه‌ای باستانی مربوط به هزارهٔ اول پیش از میلاد است و در شهرستان جغتای واقع شده و این اثر در تاریخ ۱ آذر ۱۳۸۸ با شمارهٔ ثبت ۲۸۱۱۷ به‌عنوان یکی از آثار ملی ایران به ثبت رسیده‌است.